# Тейлор, Фатти
Роланд Моррис «Фатти» Тейлор (англ. Roland Morris "Fatty" Taylor; 13 марта 1946, Вашингтон, Округ Колумбия, США — 7 декабря 2017, Денвер, штат Колорадо, США) — американский профессиональный баскетболист, который играл в Американской баскетбольной ассоциации, отыграв семь из девяти сезонов её существования, а также один сезон в Национальной баскетбольной ассоциации.

## Ранние годы
Роланд Тейлор родился 13 марта 1946 года в городе Вашингтон (округ Колумбия), там же он учился в средней школе Спингарн, в которой играл за местную баскетбольную команду.

## Статистика

### Статистика в НБА
| Сезон                                                                                    | Команда | Регулярный сезон | Регулярный сезон | Регулярный сезон | Регулярный сезон | Регулярный сезон | Регулярный сезон | Регулярный сезон | Регулярный сезон | Регулярный сезон | Регулярный сезон | Регулярный сезон | Серия плей-офф | Серия плей-офф | Серия плей-офф | Серия плей-офф | Серия плей-офф | Серия плей-офф | Серия плей-офф | Серия плей-офф | Серия плей-офф | Серия плей-офф | Серия плей-офф |
| Сезон                                                                                    | Команда | GP               | GS               | MPG              | FG%              | 3P%              | FT%              | RPG              | APG              | SPG              | BPG              | PPG              | GP             | GS             | MPG            | FG%            | 3P%            | FT%            | RPG            | APG            | SPG            | BPG            | PPG            |
| ---------------------------------------------------------------------------------------- | ------- | ---------------- | ---------------- | ---------------- | ---------------- | ---------------- | ---------------- | ---------------- | ---------------- | ---------------- | ---------------- | ---------------- | -------------- | -------------- | -------------- | -------------- | -------------- | -------------- | -------------- | -------------- | -------------- | -------------- | -------------- |
| 1976/77                                                                                  | Денвер  | 79               |                  | 19,6             | 42,0             |                  | 56,9             | 2,7              | 3,6              | 1,7              | 0,1              | 3,8              | 1              |                | 1,0            | -              |                | -              | 0,0            | 0,0            | 0,0            | 0,0            | 0,0            |
|                                                                                          | Всего   | 79               |                  | 19,6             | 42,0             |                  | 56,9             | 2,7              | 3,6              | 1,7              | 0,1              | 3,8              | 1              |                | 1,0            | -              |                | -              | 0,0            | 0,0            | 0,0            | 0,0            | 0,0            |
| Наведите курсор мыши на аббревиатуры в заголовке таблицы, чтобы прочесть их расшифровку. |         |                  |                  |                  |                  |                  |                  |                  |                  |                  |                  |                  |                |                |                |                |                |                |                |                |                |                |                |